# ساشا بيفوفاروفا
وإسمها الحقيقي ألكسندرا إيغورفنا بيفوفاروفا (بالروسية: Александра Игоревна Пивоварова) وهي عارضة أزياء روسية ولدت في يوم 21 يناير 1985 في مدينة موسكو في الاتحاد السوفيتي عملت مع أنا سوي. وإشتهرت أيضاً بكونها الوجه الإعلامي لشركة برادا.

## روابط خارجية
- ساشا بيفوفاروفا على موقع IMDb (الإنجليزية)
- ساشا بيفوفاروفا على موقع كينوبويسك (الروسية)
- ساشا بيفوفاروفا على موقع دليل عارضات الأزياء (الإنجليزية)